# 瑞巌寺 (岐阜県揖斐川町)
瑞巌寺（ずいがんじ）は、岐阜県揖斐川町にある臨済宗妙心寺派の寺院。

## 沿革
古伝によると、天平年間に行基がこの地を訪れた際に、一堂を建立して、地蔵菩薩を安置した。1336年（南朝：延元元年、北朝：建武3年）、守護大名の土岐頼康が父の土岐頼清の菩提を弔うために一寺を建立。これが瑞巌寺の始まりとされる。開山は大林善育大和尚で、頼清の葬儀を行い、住持となった。1353年（南朝：正平8年、北朝：文和2年）6月に後光厳天皇が都での戦乱を避けて、瑞巌寺の小島頓宮へお入りになられ、8月まで滞在したことにより、瑞巌報国禅寺と勅額を賜る。1624年（寛永元年）、旧大垣城主の岡部長盛が諸堂を再興した。瑞巌寺には現在、大垣城主であった戸田氏歴代の黒印状と町指定文化財の円空仏（観音菩薩坐像）が保管されている。

## 文化財
- 愚堂東寔筆蹟（岐阜県指定重要文化財）[3]
- 木造地蔵菩薩坐像（岐阜県指定重要文化財）[4]
- 小島のすさみ写本（岐阜県指定重要文化財）[5]
- 仙厓筆紙本水墨宝満山之図（岐阜県指定重要文化財）[6]
- 絹本水墨草座の釈迦像（岐阜県指定重要文化財）[7]
- 土岐頼清・頼康父子の墓（岐阜県指定史跡）[8]
- 円空仏（町指定文化財）

## その他
- 水上勉の随筆「美濃のおいずる」に瑞巌寺が出てくる。